# Valtazar Bogišić
Valtazar Bogišić (Raguza, 1834. december 20. – Fiume, 1908. április 24.) szerb jogtudós.

## Élete
Tanulmányait Bécsben, Berlinben és Párizsban végezte. 1869-ben a szláv jog tanára lett az odesszai egyetemen. Ez állásban kidolgozta Montenegró számára a polgári törvénykönyvet, mely 1888-ban jelent meg Párizsban. 1877-ben tagja volt az ideiglenes bolgár kormánynak. A 19. század végén többnyire Párizsban élt. Több művet írt a szláv szokásjogról, a délszláv népek régibb törvényeiről stb.